# Frans Collignon
Frans Collignon (Bergschenhoek, 5 juni 1951) is een Nederlandse freelance journalist,  schrijver en oprichter van het tekstbureau ABC.
Tijdens zijn studie Nederlandse Taal en Letteren begon hij als freelance journalist en vertaler van semi-wetenschappelijke boeken. Later heeft hij als bureauredacteur bij het Noordhollands Dagblad en de NOS gewerkt. Van 1988 tot 2001 heeft hij bij de NOS als hoofdredacteur teletekst en nieuwe media gewerkt.
Sinds hij na een zwaar auto-ongeluk in 1997 ook als schrijver actief is, zijn er boeken van zijn hand verschenen die deels autobiografisch zijn.